# Cornopteris decurrenti-alata
Cornopteris decurrenti-alata là một loài thực vật có mạch trong họ Woodsiaceae. Loài này được (Hook.) Nakai miêu tả khoa học đầu tiên năm 1930.